# Khalmg Tanghchin chastr
Quốc ca Cộng hòa Kalmykia (tiếng Kalmyk: Хальмг Таңһчин частр, Haľmg Tañğçin çastr; tiếng Nga: Гимн Республики Калмыкия) là quốc ca của Cộng hòa Kalmykia, một chủ thể liên bang của Liên bang Nga. Bài hát được chấp nhận chính thức vào năm 1992.
Phần nhạc của bài hát là một bản nhạc Kalmyk điển hình với lời bài hát được sáng tác bởi Arkadiy Mandzhiyev (Аркадий Манджиев) và lời của Vera Shurgayeva (Вера Шургаева).

## Lịch sử
Hội đồng tối cao Cộng hòa Kalmykia tuyên bố tuyên bố chủ quyền của nước cộng hòa vào tháng 10 năm 1990. Vào ngày thứ 18, Hội đồng tối cao của CHXHCNXVTT Kalmyk đã thông qua Tuyên bố về chủ quyền của nhà nước, theo đó CHXHCNXVTT Kalmyk sẽ trở thành CHXHCNXV Kalmyk. Phản ánh trên huy hiệu và cờ không tìm thấy sự thay đổi này. Theo nghị quyết của Hội đồng tối cao ngày 20 tháng 2 năm 1992, số 336-IX, CHXHCNXV Kalmyk được đổi tên thành Cộng hòa Kalmykia (Хальмг Таңһчин). Theo Nghị định của Đoàn chủ tịch Hội đồng tối cao CHXHCNXV Kalmyk từ ngày 7 tháng 6 năm 1991, số 243-P -1X, một cuộc thi đã được công bố tại nước cộng hòa để tạo ra các biểu tượng nhà nước mới của CHXHCNXV Kalmyk.
Do đó, Hội đồng tối cao Kalmykia đã phê chuẩn quốc ca vào ngày 30 tháng 10 năm 1992, cùng với âm nhạc và lời bài hát. Bài quốc ca cũng đã được phê duyệt bởi Luật riêng của Cộng hòa Kalmykia ngày 4 tháng 11 năm 1992 "Về việc bổ sung Hiến pháp (Luật cơ bản) của Điều khoản SSR của Kalmyk Điều 158-1."

## Lời

### Tiếng Kalmyk
| Ký tự Cyrill | Latinh hóa | Chuyển tự IPA |
| I Сарул сәәхн Хальмг Таңһч Сансн тоотан күцәнә, Авта җирһлин бат җолаг Алдр һартан атхна. Хор: Улан залата хальмг улс, Улата теегән кеерүлий! 𝄆 Төрскн нутгтан күчән нерәдәд, Толһа менд җирһий! 𝄆 II Олн келн-әмтнлә хамдан Уралан Таңһчин зүткнә Иньгллтин залин өндр герлд Иргч мана батрна. Хор III Баатр-чиирг үрдәр туурад, Буурл теемг өснә. Сурһуль-номдан килмҗән өдәг, Сул нерән дуудулна. Хор | I Sarul səəhn Haľmg Tañğç Sansn tootan küţənə, Awta cirğlin bat colag Aldr ğartan athna. Hor: Ulan zalata haľmg uls, Ulata teegən keerüliy! 𝄆 Törskn nutgtan küçən nerədəd, Tolğa mend cirğiy!𝄆 II Oln keln-əmtnlə hamdan Uralan Tañğçin zütknə Ińglltin zalin öndr gerld Irgç mana batrna. Hor III Baatr-çiirg ürdər tuurad, Buurl teemg ösnə. Surğuľ-nomdan kilmcən ödəg, Sul nerən duudulna. Hor | I [sɑrʊɮ sæːxən xɑɮʲməg tʰɑŋɣət͡ʃʰə] [sɑnsən tʰɔːtʰɑn kʏt͡sʰænæ \|] [ɑwtʰɑ d͡ʒirɣəɮinə patʰ d͡ʒɔɮag] [ɑɮtər ɣɑrtʰɑn ɑtʰxənɑ ǁ] [xɔr] [ʊɮɑn t͡sɑɮɑtʰa xɑɮʲməg ʊɮsə ǀ] [ʊɮɑtʰɑ tʰeːgæn keːruɮijə ǁ] 𝄆 [tʰɵrskən nʊtʰgətʰɑn kʏt͡ʃʰæn nerætæt ǀ] [tʰɔɮɣɑ mentə d͡ʒirɣijə ǁ] 𝄆 II [ɔɮnə kɛɮən æmtʰnəɮæ xɑmtɑn ] [ʊrɑɮɑn tʰɑŋɣət͡ʃʰin t͡sʏtʰkənæ] [iɲgɮəɮtʰin t͡sɑɮin ɵntər gerɮət] [irgt͡ʃʰə mɑnɑ bɑtʰərnɑ ǁ] [xɔr] III [pɑːtʰər t͡ʃʰiːrəg ʏrtær tʰʊːrat ǀ] [pʊːrəɮ tʰeːmgə ɵsnæ ǁ] [sʊrɣʊɮʲ nɔmtɑn kiɮmd͡ʒæn ɵtæg ǀ] [sʊɮə neræn tʊːtʊɮnɑ ǁ] [xɔr] |

### Tiếng Nga
| Ký tự Cyrill | Latinh hóa | Tiếng Việt |
| --- | --- | --- |
| Светлая красивая Республика Калмыкия Всё, что задумала, исполняет, Складной жизни крепкие поводья В славной руке сжимает. Припев: С красной кисточкой калмыцкий народ, Красную стерь украсим! 𝄆 Родной державе мощь посвятим, Да будем здравствовать мы! 𝄆 Со всеми людьми разных языков вместе Вперёд стремится моя Республика. Дружбы пламя в высоком свете Будущее наше крепнет. Припев Крепкими выносливыми детьми прославляясь, Седая степь моя растёт. Отдавая учёбе старание, Свободное имя возносят. Припев | Svetlaja krasivaja Respublika Kalmykija Vsjo, čto zadumala, ispolnjajet, Skladnoj žizni krepkije povodjja V slavnoj ruke sžimajet. Pripev: S krasnoj kistočkoj kalmyckij narod, Krasnuju sterj ukrasim! 𝄆 Rodnoj deržave mošcj posvjatim, Da budem zdravstvovatj my! 𝄆 So vsemi ljudjmi raznyh jazykov vmeste Vperjod stremitsja moja Respublika. Družby plamja v vysokom svete Budušceje naše krepnet. Pripev Krepkimi vynoslivymi detjmi proslavljajasj, Sedaja stepj moja rastjot. Otdavaja učjobe staranije, Svobodnoje imja voznosjat. Pripev | Cộng hòa Kalmyk sáng ngời tươi đẹp Đã hoàn thành mọi ước muốn của đất nước, Đã nắm vinh quang trong tay Cuộc sống thịnh trị hài hòa. Điệp khúc: Dân tộc Kalmyk với Ulan-Zala, Hãy cùng nhau điểm tô thảo nguyên của chúng ta! 𝄆 Cùng nhau cống hiến sức lực cho quê hương, Hạnh phúc muôn đời! 𝄆 Dù bạn là dân tộc nào, dù nói bằng ngôn ngữ nào Nước cộng hòa của chúng ta đang tiến lên. Trong ánh sáng rực rỡ của ngọn lửa hữu nghị, Tương lai chúng ta đang mạnh mẽ hơn bao giờ hết. Điệp khúc Những người con anh hùng được vinh danh, Nổi lên từ thảo nguyên bao la. Chúng ta đang nỗ lực học tập, Chúng ta phấn đấu xứng với tên đất nước tự do. Điệp khúc |

## Điều lệ
Thứ tự, địa điểm và thời gian thi hành bài quốc ca được định nghĩa theo Luật Cộng hòa Kalmykia ngày 11 tháng 6 năm 1996 Số 44-I-3 "Về các Biểu tượng Nhà nước của Cộng hòa Kalmykia". Theo Điều 16 của Luật, quốc ca được thực hiện trong các nghi lễ long trọng và các sự kiện khác được tổ chức bởi các cơ quan nhà nước khi giương cao quốc kỳ. Sau khi một Nguyên thủ mới được bổ nhiệm sẽ tuyên thệ, quốc ca nếu được phát ngay sau đó. Bài quốc ca cũng có thể được phát trong các buổi khai mạc các cuộc họp nghi lễ của Quốc hội (ví dụ: Khural Nhân dân Kalmykia) và trong các buổi khai mạc của đài tưởng niệm và tượng đài. Nó có thể được chơi trong các chuyến thăm của các quan chức cao nhất của Nga (hoặc các chủ thể liên bang của nó), CIS và các quốc gia khác (sau khi bài quốc ca của họ đã được phát). Khalmg Tanghchin chastr cũng được phát trong khi các giải thưởng nhà nước được trình bày, và được phát trong các buổi khai mạc và bế mạc các cuộc mít tinh long trọng, các cuộc họp, để vinh danh các đội thể thao và lễ kỷ niệm chính thức. Ngoài ra, bài quốc ca có thể được phát trong khi đặt vòng hoa đến mộ của những nạn nhân bị đàn áp chính trị và những người bị giết để bảo vệ quê hương dân tộc của họ.